# 林正熊
林正熊（1899年11月2日—1986年2月23），號少密，又名志民，乳名阿炳，臺灣霧峰林家第八代，林資鏗之長子。他隨父親腳步投入國民革命軍，並在其父被張毅殺害後，於北伐戰爭中擊敗張毅為父報仇，後來因眼疾惡化，結束了行伍生涯，先後居於漳州、台灣。他效力國軍時，曾直屬於何應欽，歷任福建第三游擊隊司令、國民革命軍援閩總指揮第一獨立梯團團長并第一路司令官、國民革命軍東路第三陸軍總指揮部參議及福建第三游擊隊司令等職。

## 生平

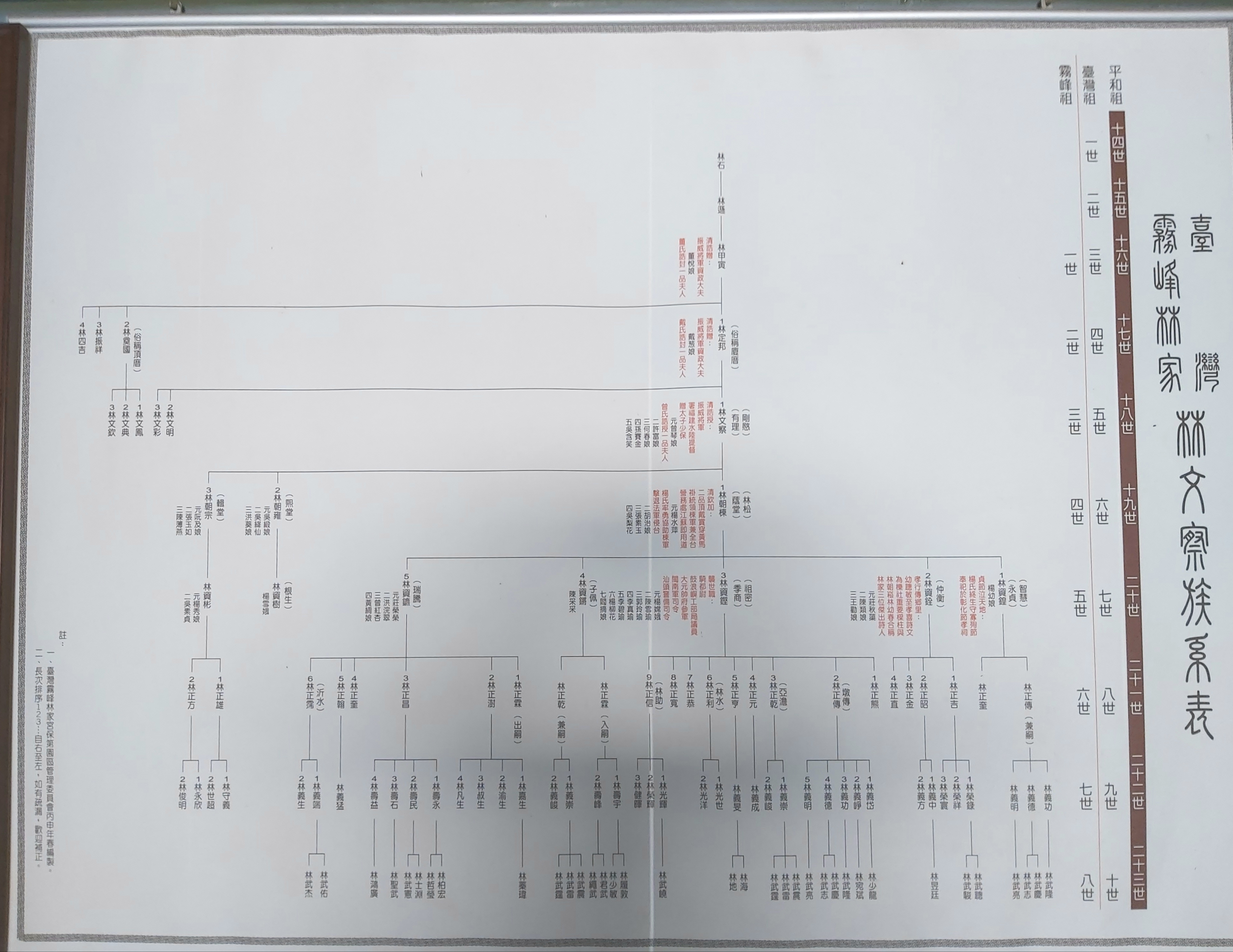
霧峰林宅「宮保第」正廳陳列的「臺灣霧峰林家」林文察族系表

林正熊，號少密，乳名阿炳，又名志民。林資鏗與原配楊嫦娥所生之長子，臺灣霧峰林家第八代。其父在台灣日治時期初期舉家搬遷至廈門鼓浪嶼，投入了國民革命軍，也安排林正熊赴上海讀聖約翰先修班，又送至福州讀中學，唸完中學後入讀鼓浪嶼的英華書院直至畢業。後來，林資鏗在閩南軍司令任內興辦了閩南軍隨營軍校，林正熊也在軍校裡學習，成績優異，而且軍事考核獲得了第二名的成績。
1925年，林資鏗被此前佔據福建省的李厚基舊部張毅圍捕並殺害。林正熊赴南京意欲向蔣介石匯報並矢志復仇，後由何應欽接見，再將此事呈報給蔣，一度欲讓林入讀黃埔軍校，惟其眼疾影響便就此作罷，轉而任命他為福建第三游擊隊司令，並招兵買馬，組建游擊隊。北伐戰爭時，林正熊獲任國民革命軍援閩總指揮第一獨立梯團團長并第一路司令官，領軍與福建軍閥作戰，擊敗了張毅，也為父報仇，當時日治台灣《漢文臺灣日日新報》刊文「林季商被杀之其后，令息正熊发愤复仇」，称：「闻林氏子这回满腔烈血，志在复仇之举，罗设周密，谅可获达到目的。父仇已报，不但林门之光，亦漳属一带人民之幸。广州政府各要人，视林氏后人有此勇奋义烈，大赞斯举云云。」以之為美談。
之後，林正熊擔任國民革命軍東路第三陸軍總指揮部參議，隨著眼疾越發嚴重，結束了軍旅生涯，先後居於漳州、台灣，直至1986年2月23日去世。